# Hevánszky Lipót
Hevánszky Lipót (Nagyszombat, 1798. november 14. – Pozsony, 1844. augusztus 4.) teológiai doktor és tanár.

## Élete
1813-ban az esztergomi egyházmegyében lépett a papi pályára; a bölcseletet 1815-től Nagyszombatban, a teologiát 1817-től Bécsben végezte. 1822-ben fölszenteltetvén, egy ideig Pesten mint segédlelkész működött; 1825-ben a pesti központi papnevelőben tanulmányi felügyelő volt; az egyetemen egy ideig, mint helyettes tanár, a neveléstudományt adta elő. 1835-ben aligazgató, egyúttal lelki igazgató és tanár lett a pozsonyi Emericanumban.

## Munkái
- Predigt am Tage des H. Joseph Calasanct vorgetragen in der Kirche der frommen Schulen zu Pesth im J. 1830. Pest.
- Fasten-Predigten nebst einer Predigt am Charfreytage vorgetragen in der Haupt-Pfarrkirche zu Pesth im J. 1830. Gran, 1830.
- Dank-Rede gehalten als die Cholera-Seuche in der Stadt Pesth nachgelassen hatte, und vorgetragen in der Hauptpfarrkirche den 2. Oct. 1831. Pesth.
- Fasten-Predigten nebst einer Predigt am Charfreytage, vorgetragen in der Haupt-Pfarrkirche zu Pesth, 1833. Pesth.
- Fastenpredigten nebst einer Predigt am Charfreytage, gehalten in der Bürger-Spital-Kirche zu Pressburg im J. 1837. Pressburg, 1838. (Ugyanez 1841. Pressburg.)
- Die Ewigkeit, dargestellt in sechs Predigten nebst einer Predigt am Charfreitage. Pressburg, 1842.
- Fasten- und Gelegenheitspredigten. Handschriftlicher Nachlass. Pressburg, 1845.